# Megachile anograe
Megachile anograe (лат.) — вид пчёл рода Мегахилы из семейства Megachilidae. Северная Америка: Канада, США.

## Описание
Самка отличается по ее 3-зубчатым мандибулам и гладкому и блестящему тергиту T6 с хорошо разделенными точками (3-5 диаметров друг от друга). Самок этого вида можно спутать только с M. pascoensis, у которого также 3-зубчатые мандибулы, но у M. pascoensis тергит T6 ямчатый и тусклый с близко расположенными точками (≤ 1 диаметра друг от друга). Самца M. anograe можно отличить по его широкому и лопатообразному прококтальному шипу, медиально и латерально выемчатому наличнику, ямке на дорсальной части заднего бедра и апикомедиальному пятну из щетинок на стерните S5. Самцы M. anograe наиболее сходны с M. pascoensis, но край клипеуса у M. pascoensis значительно более глубоко выемчатый посередине.

## Таксономия
Вид был впервые описан в 1908 году американским энтомологом Теодором Коккереллем. Входит в состав подрода Megachiloides.